# Pebble Beach Golf Links (terrain de golf)
Pour les articles homonymes, voir Pebble.
Le Pebble Beach Golf Links est un terrain de golf situé à Pebble Beach en Californie, sur la côte ouest des États-Unis.

## Histoire
En 1916, Samuel Finley Brown Morse, cousin éloigné de Samuel Morse et ingénieur de la Pacific Improvement Company (PIC), lance le projet de construction du terrain de golf à Pebble Beach, terrain qu'il inaugure en 1919. Quelques jours plus tard, Morse se porte acquéreur via sa société Del Monte Properties Company de nombreux terrains le long de la 17-Mile Drive, dont Pebble Beach et son terrain de golf. 
Le club a été fondé 1919 par les deux amateurs locaux Douglas Grant et Jack Neville.
Le parcours n'a que peu changé depuis son premier aménagement. La seule modification importante a été l'installation d'un nouveau trou no 5 par Jack Nicklaus en 1998.

## Éditions de tournois majeurs
L'US Open s'est disputé à six reprises à Pebble Beach. Le championnat de la PGA y a été disputé une fois en 1977.
| Année | Tournoi | Vainqueur       | Pays            | Score | Marge de Victoire |
| ----- | ------- | --------------- | --------------- | ----- | ----------------- |
| 1972  | US Open | Jack Nicklaus   | États-Unis      | +2    | 3 coups           |
| 1977  | US PGA  | Lanny Wadkins   | États-Unis      | -6    | Playoff*          |
| 1982  | US Open | Tom Watson      | États-Unis      | -6    | 2 coups           |
| 1992  | US Open | Tom Kite        | États-Unis      | -3    | 2 coups           |
| 2000  | US Open | Tiger Woods     | États-Unis      | -12   | 15 coups          |
| 2010  | US Open | Graeme McDowell | Irlande du Nord | E     | 1 coup            |
| 2019  | US Open | Gary Woodland   | États-Unis      | -13   | 3 coups           |

* Playoff en mort subite, victoire au 3e trou

## Parcours
| Trou # | Par | Distance mètres (verges) |
| 1      | 4   | 348 (381)                |
| 2      | 5   | 459 (502)                |
| 3      | 4   | 357 (390)                |
| 4      | 4   | 303 (331)                |
| 5      | 3   | 172 (188)                |
| 6      | 5   | 469 (513)                |
| 7      | 3   | 97 (106)                 |
| 8      | 4   | 382 (418)                |
| 9      | 4   | 426 (466)                |
| 10     | 4   | 408 (446)                |
| 11     | 4   | 347 (380)                |
| 12     | 3   | 185 (202)                |
| 13     | 4   | 364 (399)                |
| 14     | 5   | 524 (573)                |
| 15     | 4   | 363 (397)                |
| 16     | 4   | 369 (403)                |
| 17     | 3   | 163 (178)                |
| 18     | 5   | 497 (543)                |